# Gaétan Billa
Gaétan Billa, född 21 september 2000, är en fransk fäktare som tävlar i värja.

## Karriär
Vid världsmästerskapen i fäktning 2023 i Milano tog Billa silver tillsammans med Alexandre Bardenet, Yannick Borel och Romain Cannone i lagtävlingen i värja. Vid EM 2025 i Genua tog han guld tillsammans med Paul Allègre, Alexandre Bardenet och Luidgi Midelton i lagtävlingen i värja efter att ha besegrat Nederländerna i finalen.